# Anchor (Skillet)
Anchor è uno dei singoli estratti dall'album Victorius (pubblicato in data 2 agosto 2019) della band statunitense Skillet. Questo singolo è stato pubblicato nel canale ufficiale di YouTube in data 17 giugno 2019.
Qualche giorno dopo la pubblicazione di Victorious, la stessa band ha rilasciato un'intervista inerente a quelle che sono state le ispirazioni che hanno permesso di dar vita al nuovo album.
I compositori del brano sono John Cooper, Jen Ledger, Korey Cooper e Seth Morrison.